# Haatepah
Haatepah Clearbear, également connu sous le nom de Coyotl, est un mannequin et acteur indigène mexicain des États-Unis,. Il est surtout notable pour ses campagnes de mannequinat pour certaines des plus grandes marques américaines, dont Ralph Lauren ou Nike. Il a également gagné un large public sur TikTok, où ses vidéos « fournissent de courtes leçons sur l'histoire des Amérindiens »,,.

## Biographie
Haatepah et son frère jumeau, Nyamuull, ont grandi à l'extérieur de San Francisco à Pacifica, en Californie, où ils ont été élevés par leurs deux pères adoptifs. Haatepah et son frère ont déménagé à Los Angeles depuis le Zone de la Bahia après la mort d'un de ses parents d'un cancer.

## Mannequinat
Haatepah a été découvert par le directeur de casting Daniel Peddle après avoir publié plusieurs photos sur Instagram. Il a rapidement signé un contrat avec l'agence de mannequins Storm (Los Angeles) et apparait pour de nombreuses entreprises dont Nike, Gucci ou Ralph Lauren. En 2021, il est apparu dans le Vogue mexicain aux côtés du mannequin d'Oaxaca Karen Vega, qui a été la première autochtone oaxaqueña à apparaître sur la couverture de ce magazine de mode,. En 2021, il aborde dans le Vogue américain le sujet de la représentation indigène dans l'industrie de la mode, déclarant : « C'est formidable d'avoir enfin une représentation de notre peuple indigène. Nous ne regardons pas dans une seule direction ; nous sommes divers. Avoir cette représentation va faire écho à nos voix afin qu'elles soient entendues dans des espaces où elles ne sont normalement pas entendues. J'espère que cela inspirera la créativité au sein de notre communauté, ainsi que la confiance, un sentiment de confiance pour être fort et garder la tête haute. »

## Filmographie
| An   | Film                        | Personnage | Notes         |
| ---- | --------------------------- | ---------- | ------------- |
| 2022 | S.O.H.N.: The Rise of Achak | Achak      |               |
| 2022 | Unconquered                 | Osceola    | Court métrage |

## Activisme
Haatepah a été impliqué dans l'activisme des droits des autochtones. Dans une conversation avec Sunny Hostin sur Good Morning America sur le colorismo dans la communauté latine il a déclaré: "Vous ne pouvez pas fuir votre reflet… vous pouvez essayer d'éclaircir votre peau, changer vos cheveux, mais la seule chose que vous ne pouvez pas fuir, c'est vous-même. Je veux influencer les gens de couleur pour qu'ils soient fiers d'où ils viennent et qu'ils renouent avec leurs racines.".